# Региональная синхронная сеть

Синхронные сети Европы и Северной Африки

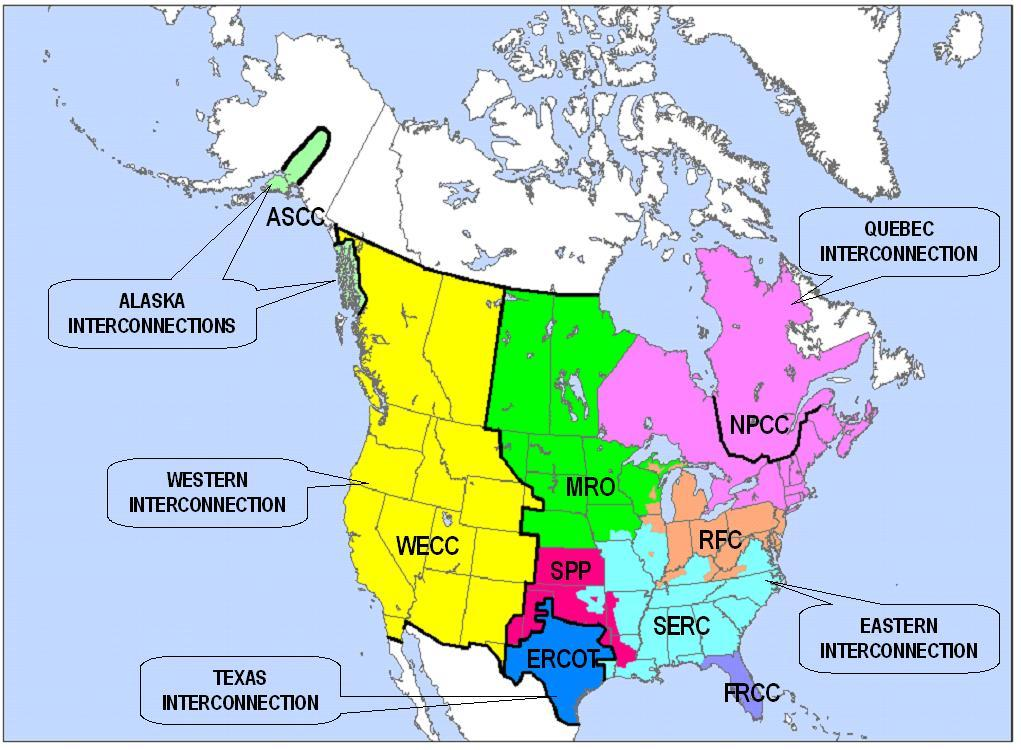
Две большие и три малые синхронные сети Северной Америки

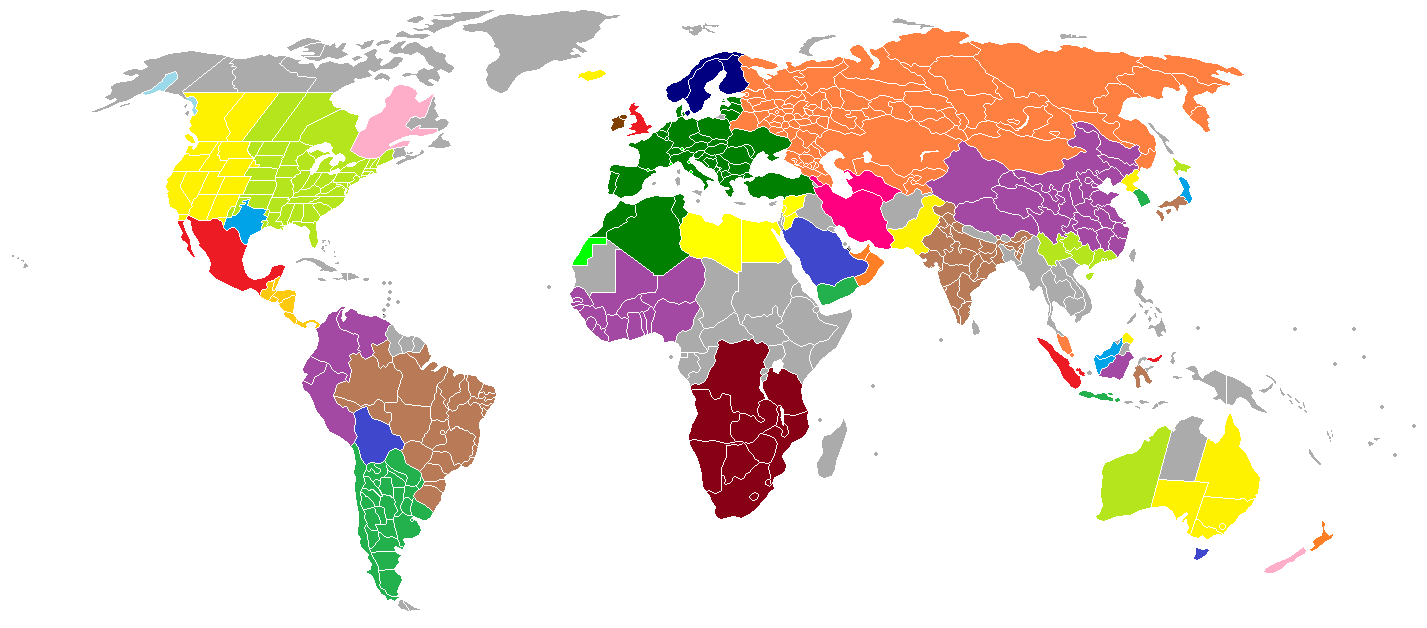
Основные синхронные сети в мире

Разные регионы Японии имеют различную частоту переменного тока, что необычно для национальных сетей

Региональная синхронная сеть (синхронная зона) — трехфазная электрическая сеть регионального масштаба, все генераторы которой синхронизированы по частоте и фазе и в нормальных условиях функционирования электрически связаны между собой. Наиболее мощной является синхронная сеть континентальной Европы (ENTSO-E, установленная мощность 859 ГВт), а наибольшей по территории — ЕЭС России, обслуживающая большинство стран бывшего СССР. Синхронные сети большой мощности являются основой рынка электроэнергии на обширных территориях. На Европейской энергетической бирже (EEX) в сети ENTSO-E в 2008 году ежедневно продавалось более 350 ГВт-час электроэнергии.
Синхронные сети Северной Америки работают на номинальной частоте 60 Гц, синхронные сети Европы — на частоте 50 Гц. Соседние синхронные сети с одинаковой частотой могут быть синхронизированы и соединены напрямую, тем самым сформировав более крупную синхронную сеть. Возможны также перетоки мощности без синхронизации через высоковольтные линии постоянного тока, твердотельные трансформаторы или трансформаторы с регулируемой частотой, которые позволяют управлять потоками энергии и при этом изолируют сети друг от друга.
Преимуществами синхронных зон являются объединение генерации, что приводит к снижению затрат; объединение нагрузок, приводящее к значительным уравнивающим эффектам; совместное создание резервов; формирование рынка, приводящее к возможности заключения долгосрочных контрактов и краткосрочному обмену электроэнергией; взаимопомощь в случае аварий.
Одним из недостатков региональной синхронной сети является то, что проблемы в одной части сети могут иметь последствия для всей сети в целом.

## Характеристики
Региональные синхронные сети повышают надежность и позволяют объединять ресурсы. Кроме того, они могут выравнивать нагрузку, что снижает требуемую генерирующую мощность, позволяют использовать более экологически чистую энергию; совмещать разнообразные схемы производства электроэнергии и экономить за счёт масштабного эффекта.
Региональные синхронные сети не могут быть сформированы, если две соединяемые сети работают на разных частотах или имеют существенно разные стандарты. Например, в Японии по историческим причинам северная часть страны работает на частоте 50 Гц, а южная использует частоту 60 Гц. Это делает невозможным формирование единой синхронной сети, что вызвало проблемы, например, во время аварии на АЭС Фукусима.
Кроме того, даже если сети имеют совместимые стандарты, проблемы могут возникнуть из-за различных режимов отказа. В результате возникают ограничения по фазе и току, что может привести к массовым отключениям. Иногда проблемы решаются путем добавления вставок постоянного тока, что обеспечивает больший контроль во время нештатных ситуаций.
Как было обнаружено во время энергетического кризиса в Калифорнии в 2000 году, у некоторых участников рынка могут возникнуть стимулы для создания преднамеренных перегрузок и неэффективного управления генерирующими мощностями в сети с целью завышения цен. Увеличение пропускной способности и расширение рынка за счет объединения с соседними синхронными сетями затрудняют такие манипуляции.

### Частота
В синхронной сети все генераторы электрически связаны друг с другом, работают на одной и той же частоте и с большой точностью синхронизированы. Для вращающихся генераторов местный регулятор управляет крутящи моментом, поддерживая более или менее постоянную скорость при изменении нагрузки. Регулирование спада скорости гарантирует, что несколько параллельно включённых генераторов распределяют изменения нагрузки пропорционально их номинальной мощности. Производство и потребление должны быть сбалансированы по всей сети, потому что энергия потребляется по мере её производства. Энергия мгновенно накапливается за счет кинетической энергии вращения генераторов.
Небольшие отклонения от номинальной частоты системы очень важны для регулирования отдельных генераторов и оценки равновесия сети в целом. Когда сеть сильно загружена, частота снижается, и регуляторы управляют своими генераторами так, чтобы обеспечить большую выходную мощность (регулировка спада скорости). Когда сеть слабо загружена, частота сети превышает номинальную, и это принимается системами автоматического управления генерацией в сети как показатель того, что генераторы должны снизить мощность.
Кроме того, часто осуществляется централизованное управление, которое меняет параметры систем автоматического управления отдельными генераторами в течение времени порядка минут, чтобы дополнительно регулировать потоки в региональной сети и рабочую частоту сети.
Если соседние сети, работающие на разных частотах, необходимо соединить между собой, требуется преобразователь частоты. В таких случаях применяют вставки постоянного тока, твердотельные трансформаторы или звенья трансформаторов переменной частоты.

### Временные характеристики
Хронометраж в сети с целью сглаживания ежедневных колебаний рабочей частоты обеспечивается синхронными электрическими часами, которые при нормальной работе сети должны фиксировать 4,32 млн циклов в сутки на частоте 50 Гц и 5,184 млн циклов на частоте 60 Гц.
В редких случаях происходят сбои синхронизации. Например, в 2018 году Косово из-за разногласий с Сербией потребила больше электроэнергии, чем было произведено, что привело к отставанию фазы всей синхронной сети континентальной Европы. Частота генерации упала до 49,996 Гц. К моменту урегулирования разногласий синхронные электрические часы отстали на шесть минут.

### Соединители синхронных сетей
Соединители синхронных сетей, такие как высоковольтные высоковольтные линии постоянного тока, твердотельные трансформаторы или трансформаторы переменной частоты, могут использоваться для соединения синхронных сетей переменного тока, не требуя их синхронизации друг с другом. Это позволяет создавать единые электрические сети на обширных территориях без затрат на синхронизацию отдельных подсетей. Твердотельные трансформаторы имеют большие потери, чем обычные трансформаторы, но в линиях постоянного тока отсутствует реактивное сопротивление и обеспечиваются более низкие потери, что выгодно для передачи энергии на большие расстояния между синхронными сетями или внутри них.

## Существующие сети
Ниже приводится неполный список существующих в мире региональных синхронных сетей.
| Название                                           | Территория | Установленная мощность, ГВт | Годовая выработка энергии, ТВт⋅ч | Год    |
| -------------------------------------------------- | --- | --------------------------- | -------------------------------- | ------ |
| Синхронная сеть континентальной Европы             | Управляется объединением ENTSO-E. 24 страны с населением 450 млн чел.                                                                 | 859                         | 2569                             | 2017   |
| Восточная синхронная сеть                          | Восток США (исключая большую часть Техаса) и восточная часть Канады (исключая Квебек, Ньюфаундленд и Лабрадор)                        | 610                         |                                  |        |
| Индийская национальная сеть                        | Индия, 1,3 млрд чел. | 371                         | 1236                             | 2017   |
| ЕЭС России                                         | 12 стран бывшего СССР с населением 280 млн чел.                                                                                       | 337                         | 1285                             | 2005   |
| Западная синхронная сеть                           | Западная часть США и Канады, северная часть Baja California в Мексике                                                                 | 265                         | 883                              | 2015   |
| Национальная объединённая система (SIN)            | Бразилия | 150                         | 410 (2007)                       | 2016   |
| Синхронная сеть Северной Европы                    | Финляндия, Швеция (кроме Готланда), Норвегия и восточная часть Дании, 25 млн чел.                                                     | 93                          | 390                              |        |
| Национальная сеть Великобритании                   | Великобритания, 65 млн чел. Управляется National Grid plc                                                                             | 83 (2018)                   | 336                              | 2017   |
| Иранская национальная сеть                         | Иран и Армения, 84 млн чел. | 82 GW                       |                                  | 2019   |
| Синхронная сеть Техаса                             | Большая часть Техаса, 24 млн чел. Управляется Electric Reliability Council of Texas (ERCOT)                                           | 78                          | 352 (2016)                       | 2018   |
| Национальный электроэнергетический рынок Австралии | Австралия кроме Западной Австралии и Северной территории. Тасмания входит в сеть, но не синхронихирована с основной частью            | 50                          | 196                              | 2018   |
| Синхронная сеть Квебека                            | Квебек (Канада) | 42                          | 184                              |        |
| Синхронная сеть Ява-Мадура-Бали (JAMALI)           | 7 провинций Индонезии (Западная Ява, Восточная и Центральная Ява, Бантен, Джакарта, Джокьякарта, Бали). 49,4 млн чел. Управляется PLN | 40 (2020)                   | 163 (2017)                       | 2021   |
| Синхронная система Аргентины                       | Аргентина кроме Огненной Земли. |                             | 129                              | 2019   |
| Синхронная система Центральной Америки (SIEPAC)    | Коста-Рика, Сальвадор, Гватемала, Гондурас, Никарагуа, Панама                                                                         |                             |                                  |        |
| Юго-Западный Средиземноморский блок (SWMB)         | Марокко, Алжир, Тунис |                             |                                  |        |
| Южноафриканский энергетический пул                 | 12 стран Южной Африки |                             |                                  |        |
| Сеть Ирландии                                      | Ирландия. Под управлением EirGrid |                             | 30                               | (2020) |
| Государственная сеть Китая                         | Государственная сеть Северного Китая. Под управлением State Grid Corporation of China                                                 |                             |                                  |        |
| Энергетическая сеть Южного Китая                   | Южный Китай. Под управлением China Southern Power Grid                                                                                |                             |                                  |        |
| Юго-западная синхронная система                    | Западная Австралия |                             | 17.3                             | 2016   |
| Центральная синхронная система                     | Главная сеть Чили | 12.9                        |                                  | 2011   |

## Планируемые сети
- Поставщики электроэнергии Китая планируют завершить к 2020 году свою синхронную сеть сверхвысокого напряжения переменного тока, соединяющую нынешние северную, центральную и восточную сети[14]. Когда сеть будет завершена, её установленная мощность превзойдет мощность объединения UCTE.

- Объединение сетей UCTE и ЕС России, куда войдут 36 стран в 13 часовых поясах[15].
- Unified Smart Grid — объединение сетей США в единую сеть с функциями интеллектуальной сети электроснабжения.
- SuperSmart Grid — аналогичный проект, объединяющий UCTE, ЕС России, сети Северной Африки и Турции.

## Планируемые несинхронные соединения
Проект Tres Amigas SuperStation предназначен для передачи энергии и формирования единого рынка между Восточной и Западной синхронными сетями США с использованием высоковольтных линий постоянного тока мощностью 30 ГВт.